# Gerhardkirche (Gliwice)
Die Gerhardkirche im oberschlesischen Gliwice (Gleiwitz) ist eine römisch-katholische Pfarrkirche. Die Kirche im modernen Stil stammt vom Beginn des 21. Jahrhunderts und ist dem heiligen Gerhard Majella (1726–1755) geweiht. Die Gerhardkirche gehört der Pfarrgemeinde St. Gerhard in Gliwice (Gleiwitz) im Dekanat Gliwice-Łabędy des Bistums Gliwice an. Sie befindet sich an der Ulica Wiejska 17 im Stadtteil Stare Gliwice (Alt Gleiwitz).

## Geschichte
Alt Gleiwitz war zunächst nach Laband eingepfarrt und gehörte zur Pfarrgemeinde Mariä Himmelfahrt. 1951 wurde die Seelsorge im Ort durch die Redemptoristen übernommen und die neue Gemeinde zum heiligen Kreuz gegründet. Die Gottesdienste fanden in der Friedhofskirche auf dem Zentralfriedhof und in der Kreuzkirche statt. 1953 erhielt die Gemeinde ein Grundstück mit Gasthaus in Stare Gliwice, um dort Gottesdienste abzuhalten. Dieses wurde zur Kapelle umgestaltet und dem heiligen Gerhard Majella geweiht. Ab 1983 wurde auch die Pfarrgemeinde St. Gerhard genannt.
Der Bau der Kirche wurde 2000 begonnen. Sie wurde durch die Architekten Sławomir Kaczorowski und Henryk Górczyński entworfen. 2008 fand der erste Gottesdienst statt. Am 11. September 2011 wurde die Kirche durch den Bischof von Gliwice Jan Wieczorek (1935–2023) geweiht.

## Architektur
Bei der Gerhardkirche handelt es sich um ein modernes Bauwerk mit einer Fassade aus roten Ziegelsteinen und teilweise aus Putz. Sie besitzt einen einzelnen Kirchturm mit einer barocken Zwiebelhaube und drei Glocken aus dem Jahr 1976.